# Chaetodipus pernix
Chaetodipus pernix är en däggdjursart som beskrevs av J. A. Allen 1898. Chaetodipus pernix ingår i släktet Chaetodipus och familjen påsmöss. IUCN kategoriserar arten globalt som livskraftig. Inga underarter finns listade i Catalogue of Life.
Denna gnagare förekommer i västra Mexiko vid Stilla havet, delstaterna Nayarit, Sinaloa och Sonora. Habitatet utgörs av det kustnära låglandet med några större växter som träd eller kaktusar. Dessutom finns en tätare undervegetation av taggiga buskar och mindre kaktusar. En dräktig hona observerades i april och nyfödda ungar hittades i oktober och november.